# ドラゴン修行房
ドラゴン修行房 (中国語: 虎鶴雙形) (AKA Savage Killers)は、1976年に公開された香港のカンフー映画。主演は70年代の香港や台湾で活躍した映画スタージミー・ウォング。日本では劇場公開はされずに終わり、後述するテレビ放送でのお披露目となった。

## キャスト
| 役名         | 俳優               | 日本語吹替                             |
| 役名         | 俳優               | テレビ東京版                           |
| ------------ | ------------------ | -------------------------------------- |
| シン・チェン | ジミー・ウォング   | 安原義人                               |
| カン         | ラウ・カーウィン   | 神谷明                                 |
| ラン         | シャー・リンリン   | 榊原良子                               |
| リュー       | ロン・フェイ       | 石田太郎                               |
| リー・フー   | チェン・ウェイロー | 納谷悟朗                               |
| 不明 その他  |                    | 堀川亮 仲木隆司 村松康雄 安田隆        |
|              |                    |                                        |
| 演出         | 演出               | 田島荘三                               |
| 翻訳         | 翻訳               | 大野隆一                               |
| 効果         |                    |                                        |
| 調整         | 調整               | 近藤勝之                               |
| 制作         | 制作               | コスモプロモーション                   |
| 解説         |                    |                                        |
| 初回放送     | 初回放送           | 1983年10月4日 『火曜ゴールデンワイド』 |